# ماپانو
ماپانو (به ایتالیایی: Mappano) یک کومونه در ایتالیا است که در استان تورین واقع شده‌است.

## خصوصیات
ماپانو ۹٫۷۳ کیلومترمربع مساحت و ۷٬۰۱۲ نفر جمعیت دارد و ۲۳۵ متر بالاتر از سطح دریا واقع شده‌است.